# Fantasmes (Star Trek: La nova generació)
"Fantasmes" (títol original en anglès "Phantasms") és el sisè episodi de la setena temporada, i el 158è de tota la sèrie, de la sèrie de televisió de ciència-ficció estatunidenca Star Trek: La nova generació. Es van emetre originalment el 25 d'octubre de 1993 en redifusió als Estats Units. Fou dirigida per Patrick Stewart, que també interpreta el Capità Picard a la sèrie, i escrit per Brannon Braga.
Ambientada al segle XXIV, la sèrie segueix les aventures de la tripulació de la nau de la Flota Estel·lar de la Federació Enterprise-D sota el comandament del capità Jean-Luc Picard. En aquest episodi, mentre lEnterprise es troba a la deriva a l'espai a causa de problemes desconeguts amb el motor de curvatura, el programa de somni de Data condueix a un comportament aparentment aberrant.

## Argument
Data experimenta un somni estrany que comença amb ell caminant per un passadís dins de l' Enterprise, després sent el so d'un telèfon de disc de marcar i veu tres treballadors que diu que estan "desmuntant un conducte de plasma de curvatura". Quan intenta parlar amb ells, només pot emetre un soroll agut. Els treballadors es giren i arrenquen els apèndixs de Data, finalment arrencant-li el cap, abans que Data "desperti" del somni. Tot i que Data està preocupat per la naturalesa estranya dels somnis, la Consellera Troi li suggereix que continuï, ja que somiar pot ser terapèutic.
El capità Picard és convidat a un sopar formal d'almiralls, un esdeveniment que ha estat intentant evitar durant diversos anys, ja que seria força avorrit. Incapaç de donar excuses, ordena a l' "Enterprise" que es dirigeixi a la Base Estel·lar 219 on se celebrarà el banquet, però descobreixen que el nou motor de curvatura no s'activa. Data i l'Enginyer en cap La Forge intenten diagnosticar el problema, però després de comprovar dues vegades la nova configuració, els motors encara es neguen a activar-se.
Més tard, Data es troba en un altre somni, ara ambientat a Ten-Forward. A més dels treballadors, altres membres de la tripulació hi són presents, en particular Troi com a part d'un gran pastís de pèptid cel·lular amb cobertura de menta segons el tinent Worf. Els treballadors inciten Data a tallar l'espatlla del pastís mentre Troi intenta convèncer Data que s'aturi. De sobte, Data "es desperta", trobant altres membres de la tripulació que el busquen, ja que ha arribat tard al seu torn. Data mai havia experimentat això abans i intenta entendre el significat dels seus somnis amb una simulació de Sigmund Freud a l'holocoberta. Més tard, mentre encara treballa amb La Forge per reparar els motors, comença a veure imatges dels seus somnis mentre està despert, incloent-hi tripulants amb "boques petites" als seus cossos i una eina d'enginyeria que apareix breument com el ganivet del pastís. Més tard, Data ataca Troi al turboascensor, ferint-la a l'espatlla, on afirma haver vist una d'aquelles boques. Data es posa voluntàriament sota vigilància a les seves estances, per por del mal que pugui fer als altres, i deixa el seu gat Spot a càrrec d'un reticent (i aparentment al·lèrgic) Worf.
La Dra. Crusher cura la ferida de Troi, però troba que la taca encara està descolorida després del seu tractament. Investigant més a fons, descobreix la presència de criatures interfàsiques que s'alimenten de la tripulació de l' "Enterprise", que només es poden veure sota radiació interfàsica. La tripulació s'adona que les criatures són on Data ha estat veient les petites boques, i creu que Data pot saber com tractar amb les criatures a través dels somnis que ha estat experimentant. Connecten Data a l'holocoberta i observen com es desenvolupen els somnis de Data, cosa que ajuda Data a entendre'ls. Data s'adona que la seva ment li ha estat dient que pot ajustar els seus circuits a un pols interfàsic que matarà les criatures. Després d'utilitzar el pols, La Forge postula que el nou motor de curvatura estava infectat amb les criatures i, després de confirmar que han estat exterminades, és capaç d'activar el motor de curvatura amb èxit, tot i que les reparacions triguen prou temps perquè Picard pugui evitar el sopar dels almiralls una vegada més.
Troi visita més tard Data, que des de llavors s'ha disculpat pel seu atac. Troi no mostra ressentiment, però comenta en broma "Turnabout és joc net": ha fet un pastís amb forma de Data perquè el comparteixin.

## Actors convidats
- Gina Ravera - Tyler
- Bernard Kates - Sigmund Freud
- Clyde Kusatsu - Almirall Nakamura
- David Crowley - Treballador

## Recepció
El 2013, The A.V. Club va llistar "Fantasmes" com un dels "21 episodis de televisió que fan bé les seqüències de somnis". Keith DeCandido el va qualificar a Tor.com  com un episodi lleugerament per sota de la mitjana de "Star Trek: La nova generació". Va trobar que la història tenia un potencial enorme, però la direcció de Patrick Stewart era massa sense vida. DeCandido va trobar que l'episodi tenia alguns moments divertits, però no tenien res a veure amb la trama principal. Va trobar l'ús d'una versió molt clixè de Sigmund Freud força estúpid i innecessari. També li va molestar el fet que a la Troi se li doni massa poc espai per utilitzar les seves habilitats com a psicòloga.
El 2016, The Hollywood Reporter va qualificar "Fantasmes" com el 83è millor episodi de tots els episodis de "Star Trek". Van pensar que l'episodi oferia als espectadors una de les escenes més icòniques i esbojarrades de la història de Star Trek.
El 2017, Popular Mechanics va dir que "Fantasmes" era un dels deu episodis més divertits de Star Trek: La nova generació, i va assenyalar que tenia escenes estranyes i/o espantoses basades en els somnis de Data. El 2018, TheGamer va classificar aquest com un dels 25 episodis més esgarrifosos de totes les sèries Star Trek.
El 2019, Screen Rant va classificar "Fantasmes" com el quart episodi més divertit de Star Trek: La Nova Generació.
El 2020, GameSpot va assenyalar aquest episodi com un dels moments més estranys de la sèrie, quan la tripulació del pont s'empassa una versió pastís de Troi.
El 2020, Looper va classificar aquest episodi com un dels millors de Data, qualificant-lo com un dels seus episodis "més estranys i divertits", i assenyalant un enllaç a la coneguda novel·la de ciència-ficció Els androides somien xais elèctrics?.
El 2020, Den of Geek va classificar aquest episodi com el setzè episodi més terrorífic de totes les sèries de Star Trek.

## Llançaments
"Fantasmes" i "Estratagema, Part II" es van publicar junts en un LaserDisc de doble cara als EUA el 2 de febrer de 1999.
"Fantasmes" i "Estratagema, Part 2" es van publicar en VHS juntament amb una cinta de casset (número de catàleg VHR 2858).
"Fantasmes" es va publicar com a part de les col·leccions de la temporada 7 de TNG en format DVD i Blu-Ray. La temporada 7 de TNG, que conté aquest episodi, es va publicar en disc Blu-ray el gener de 2015.